# Sikorsky CH-53 Sea Stallion
CH-53 Sea Stallion je težki dvomotorni transportni helikopter ameriškega podjetja Sikorsky. Sprva je bil zasnovan za Ameriške marince, pozneje so ga kupili tudi Nemška kopenska vojska, Izraelske letalske sile, Mehiške letalske sile in Iranske zračne sile. USAF je operirala HH-53 "Super Jolly Green Giant" v času Vietnamske vojne, pozneje jih je nadgradila v MH-53 Pave Low.
Po dimenzijah je podoben CH-53E Super Stallion-u, ki ima dodan tretji motor in je najtejžji Ameriški transportni helikopter.
V 1960 so Ameriški marinci iskali zamenjavo za HR2S z batnimi motorji Pratt & Whitney R-2800. Skupaj z drugimi oboroženimi vejami ZDA so začeli z "Tri-Service VTOL transport", ki je postal Vought-Hiller-Ryan XC-142A tiltwing (nagibno krilo). Na koncu so opustili  XC-142A, kljub njegovim sposobnostim.
Marca 1962 je Ameriška mornarica zahtevala "Heavy Helicopter Experimental / HH(X)" s sposobnostjo 3,6 tone tovora z bojnim radijem 180 km in hitrostjo 150 vozlov. HH(X) naj bi se uporabljal za transport tovora, orožja in vojakov, medicinske prevoze in drugo.
Boeing Vertol je ponudil modificriano verzijo CH-47 Chinooka; Kaman Aircraft je pondul verzijo britanskega žirodina Fairey Rotodyne, Sikorsky pa povečano verzijo S-61R z dvema turbogrednima motorjema General Electric T64. Na koncu po tesnih boji z Boeingom je Sikorsky dobil pogodbo leta 1962.

## Tehnične specifikacije(CH-53D)
- Posadka: 2 pilota
- Kapaciteta: 38 vojakov (največ 55) ali 24 nosil
- Dolžina: 88 ft 6 in (26,97 m)
- Premer rotorja: 72 ft 2.8 in (22,01 m)
- Višina: 24 ft 11 in (7,6 m)
- Površina rotorja: 4098,1 sq ft (380,48 m²)
- Profil: NACA 0011 MOD
- Prazna teža: 23 628 lb (10 740 kg)
- Naložena teža: 33 500 lb (15 227 kg)
- Uporaben tovor: 8 000 lb (3 630 kg)
- Maks. vzletna teža: 42 000 lb (19 100 kg)
- Motorji: 2 × General Electric T64-GE-413 turbogredni, 3 925 KM (2 927 kW) vsak
- Širina (skupaj): 28 ft 4 in (8,64 m)
- Širina trupa: 15 ft 6 in (4,7 m)
- Rotor: šestkraki glavni

- Maks. hitrost: 170 vozlov (196 mph, 315 km/h)
- Potovalna hitrost: 150 vozlov (173 mph, 278 km/h)
- Dolet: 540 nmi (1 000 km)
- Bojni radij: 100 mi (160 km) 95 mi
- Največji dolet: 886 nmi (1,640 km)
- Višina leta (servisna): 16 750 ft (5 106 m)
- Hitrost vzpenjanja: 2 460 ft/min (12,5 m/s)
- Obremenitev rotorja: 8,95 lb/sq ft